# Marostica
Marostica és una comune italiana de la província de  Vicenza, regió del Vèneto, amb 13.894 habitants.
Marostica limita amb els municipis de Bassano del Grappa, Conco, Lusiana, Mason Vicentino, Molvena, Nove, Pianezze, Salcedo i Schiavon.
Pertanyen al municipi les frazioni de Crosara, Marsan, Pradipaldo, San Luca, Valle San Floriano i Vallonara.

## Galeria fotogràfica

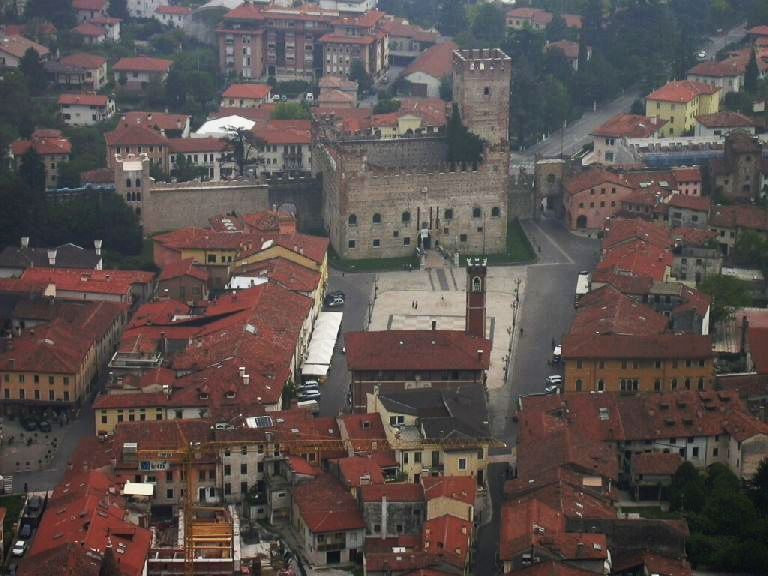
Vista panoràmica del castell
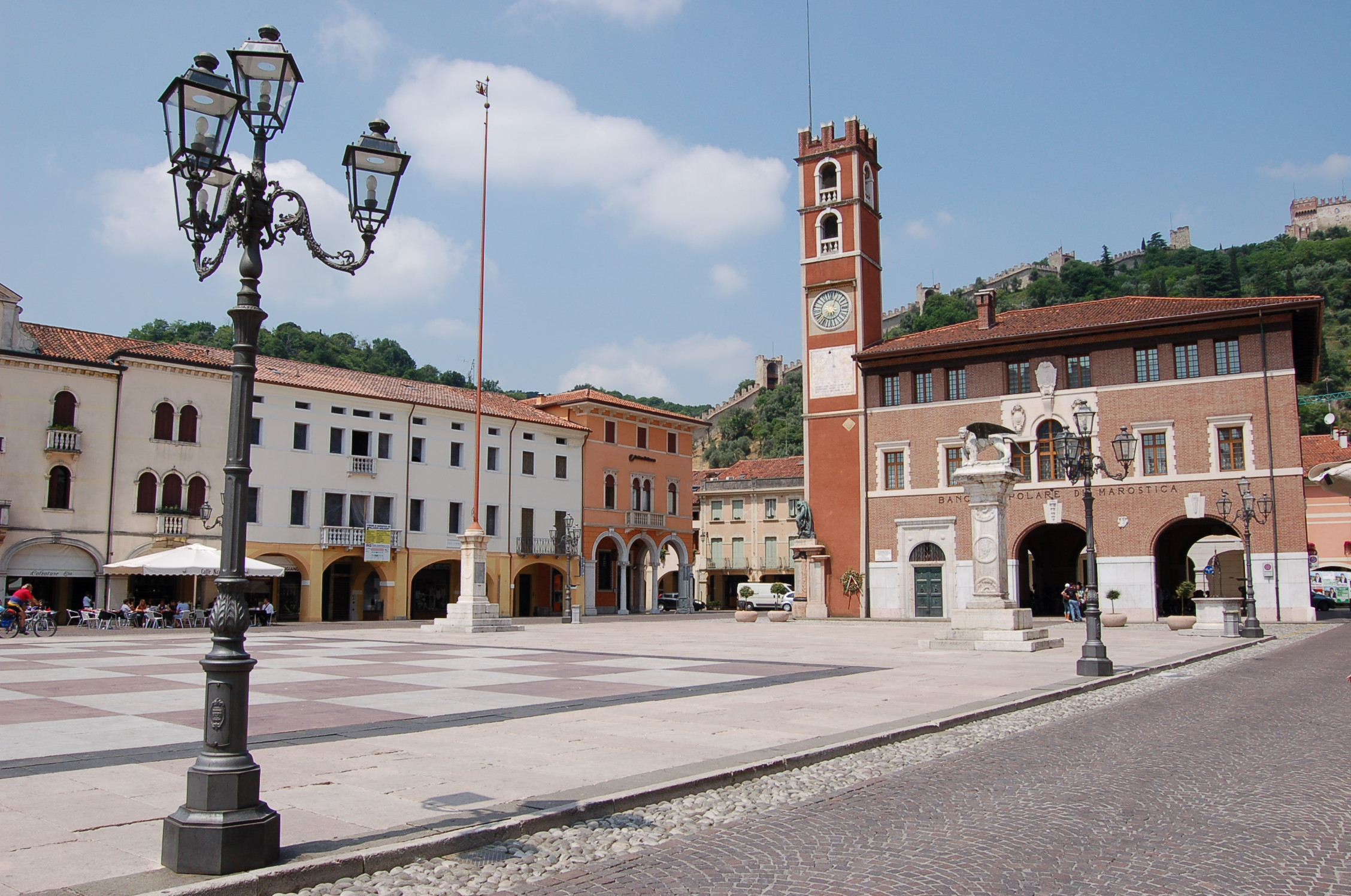
Piazza delli Scacchi
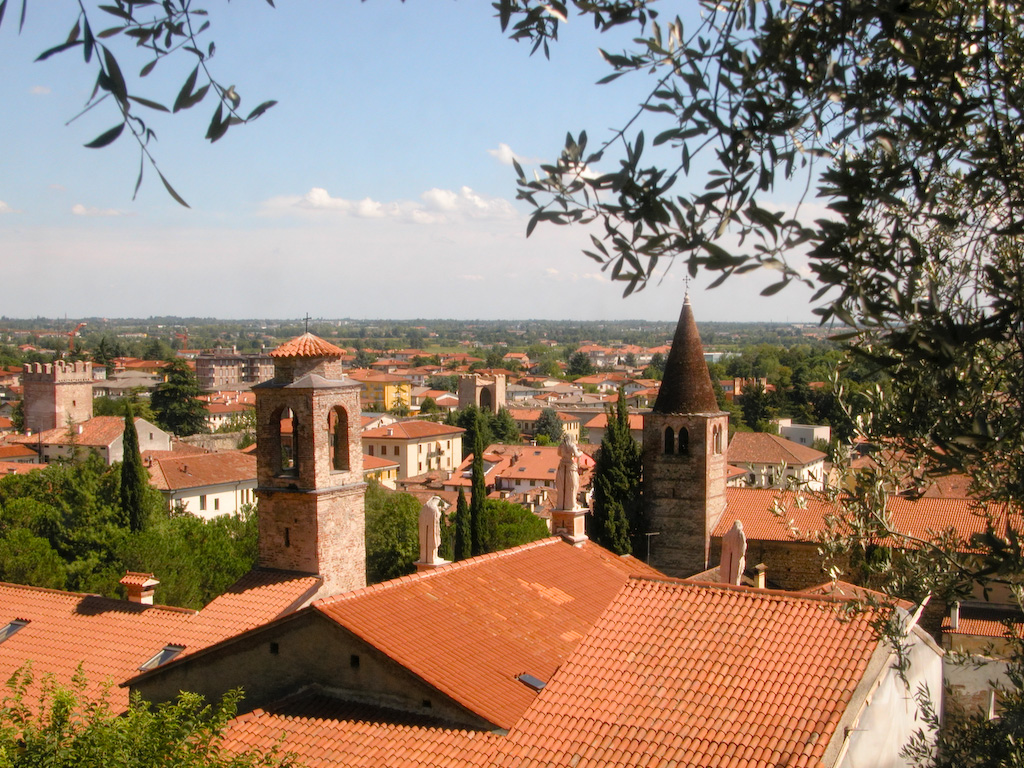
Tetti di Marostica
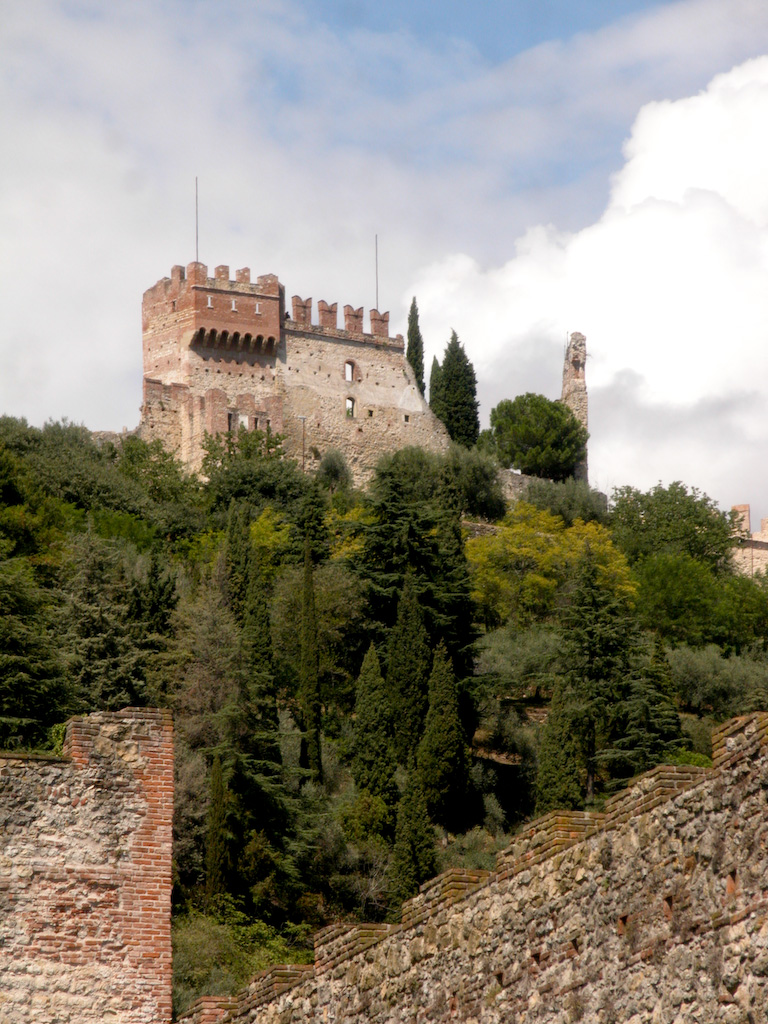
Vista del castell superior
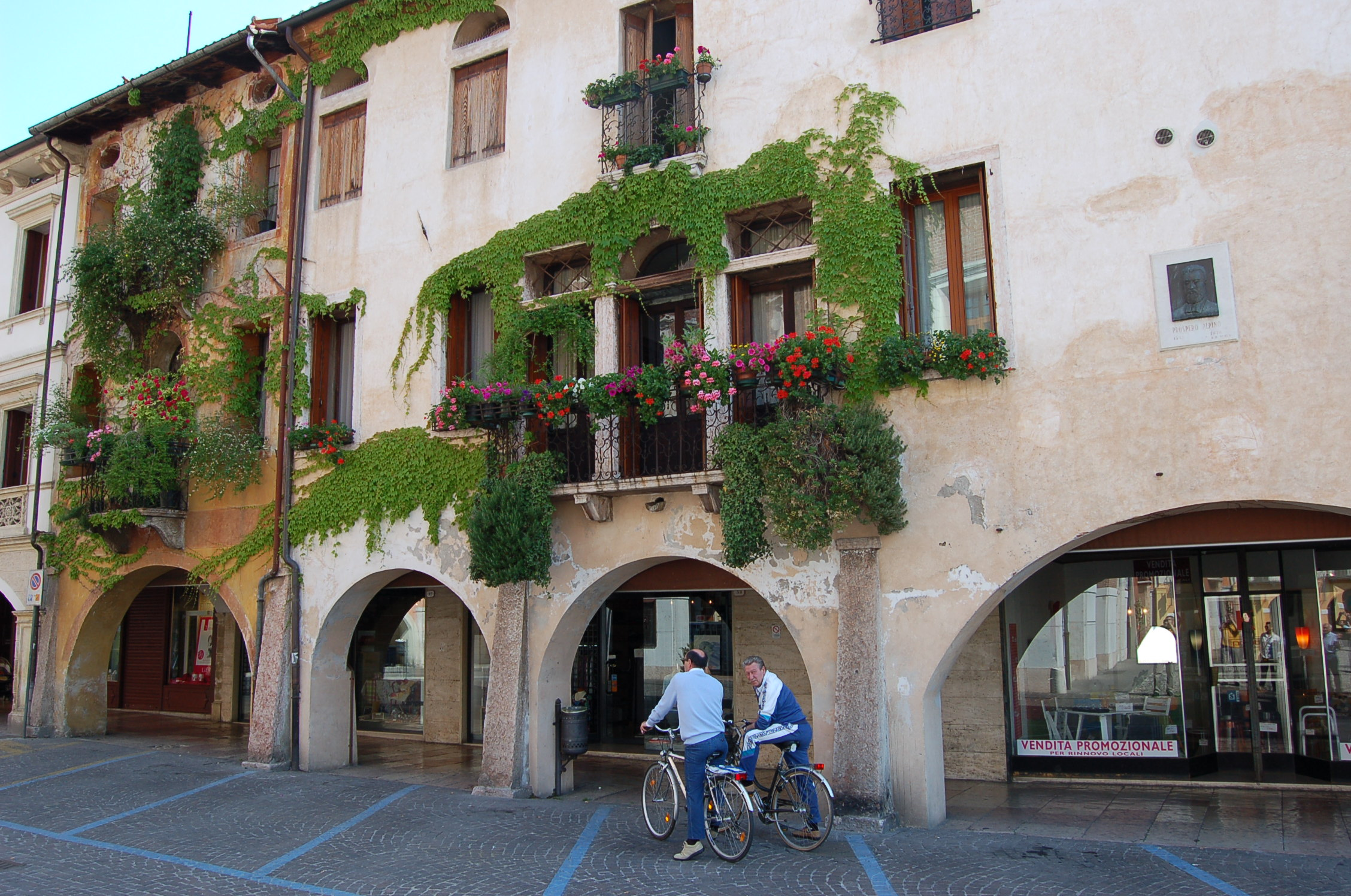
Centre ciutat
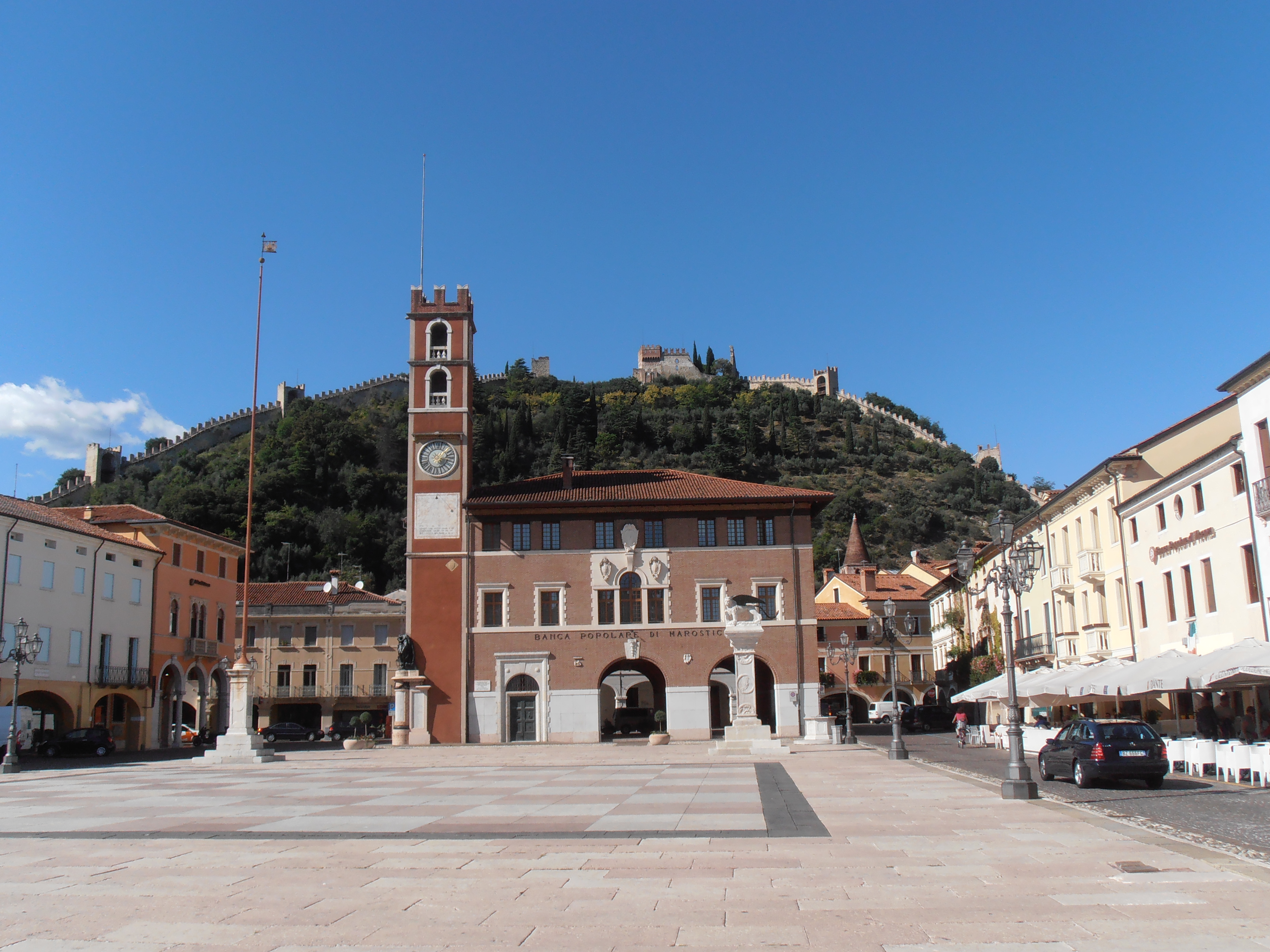
Piazza degli scacchi i castell superior

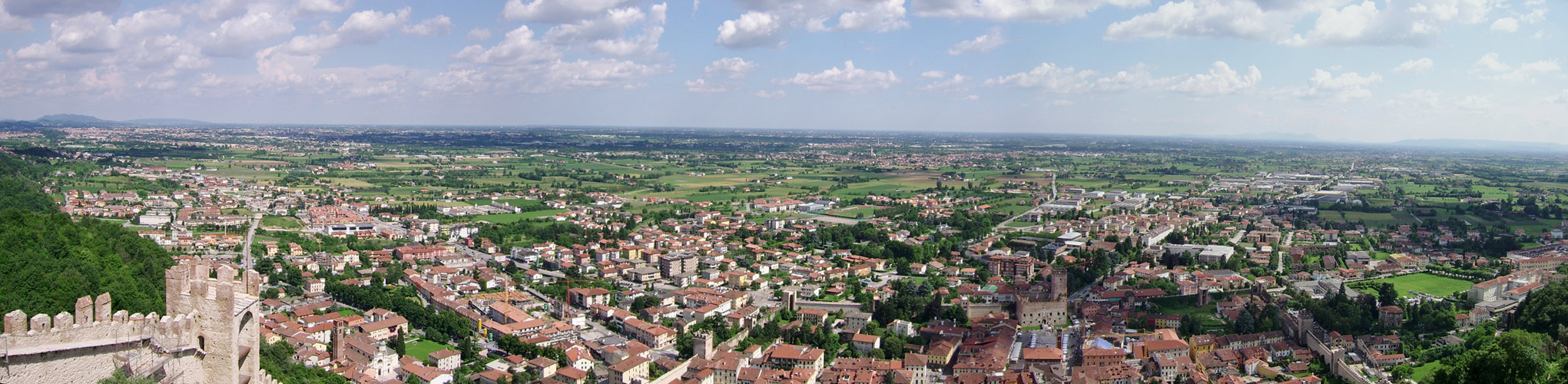
Panorama des del castell superior

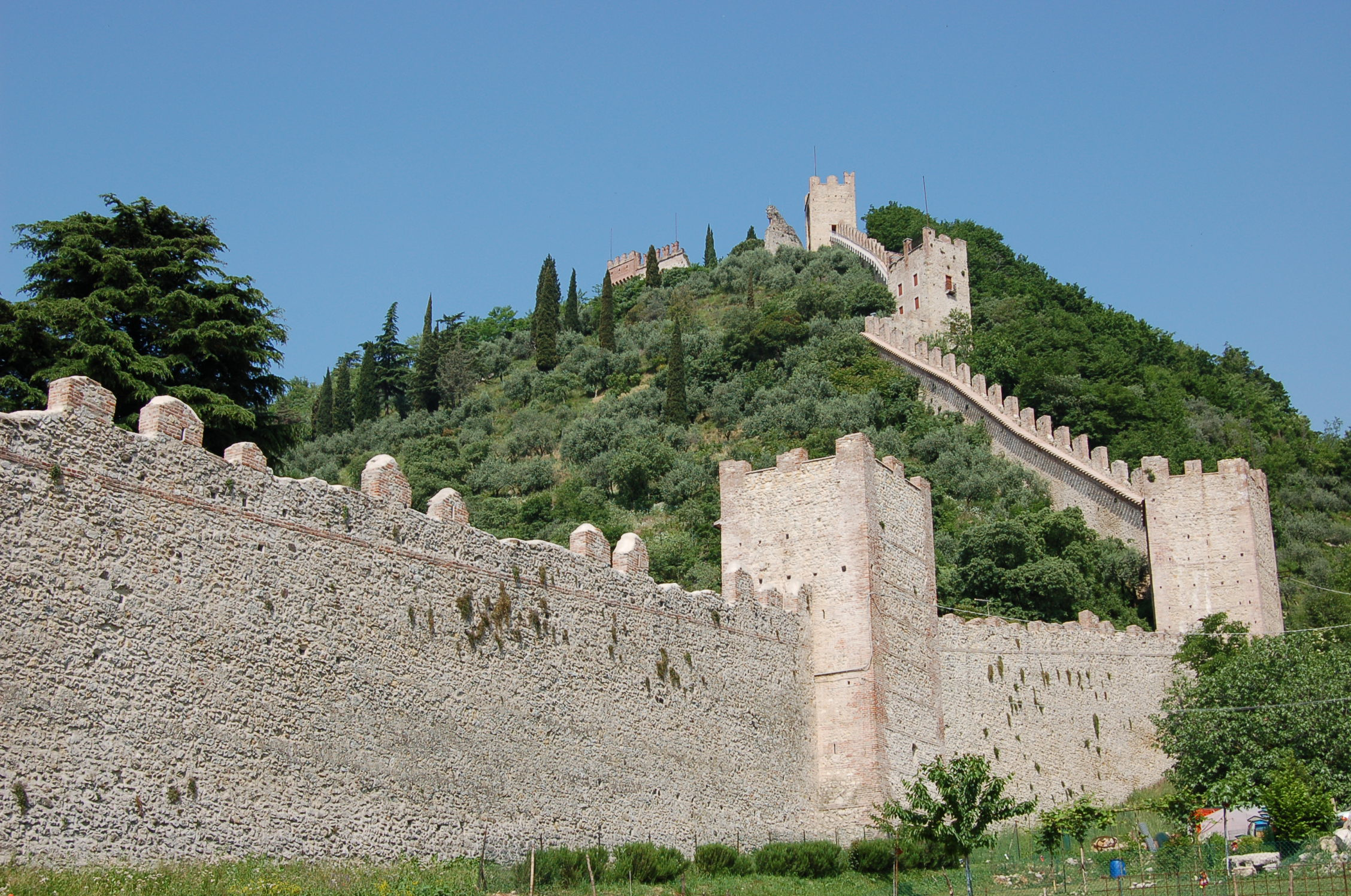
Muralla
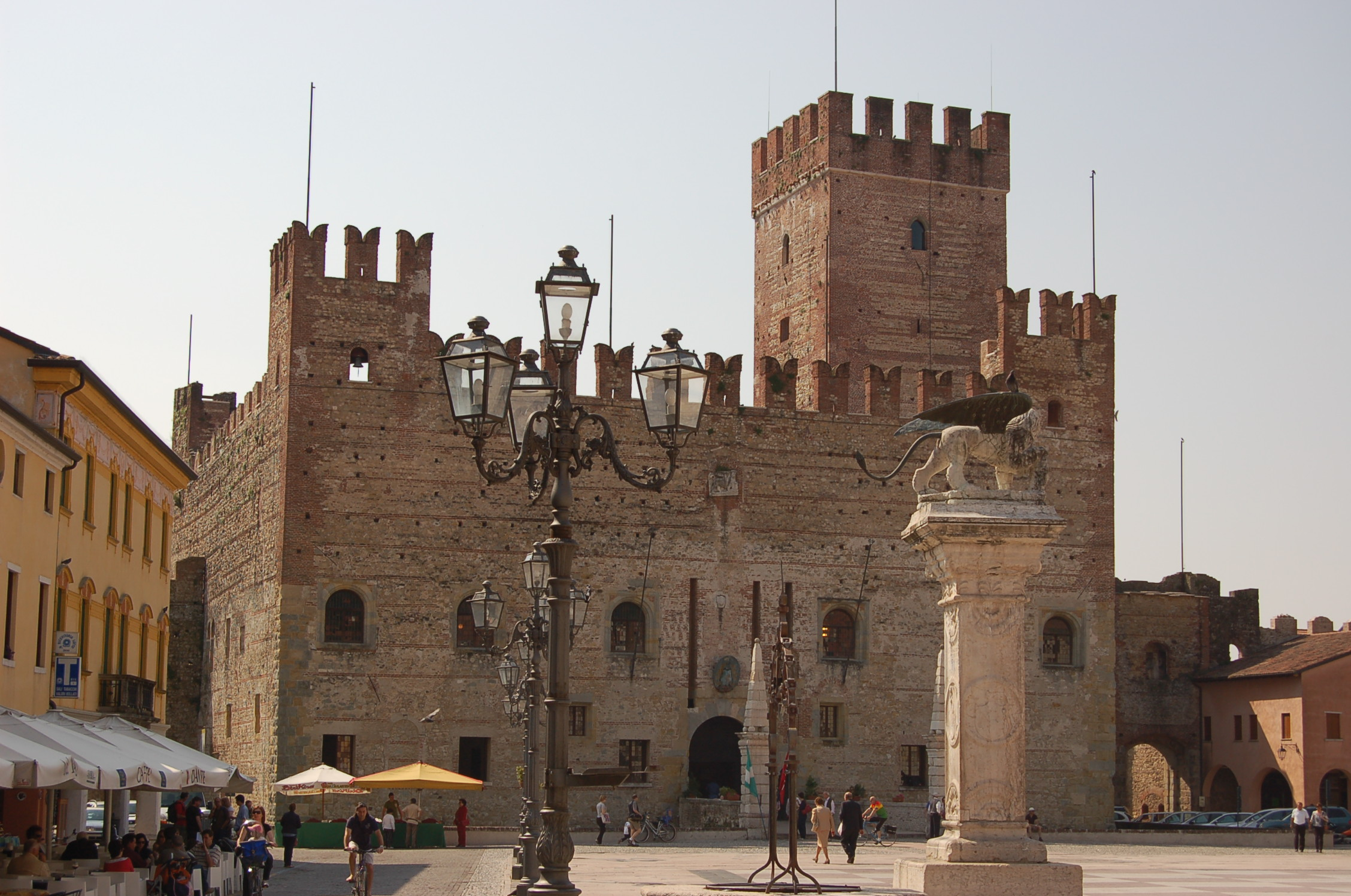
El castell inferior